# Žichlínek
Žichlínek település Csehországban, az Ústí nad Orlicí-i járásban. Žichlínek Lubník, Krasíkov, Lanškroun, Tatenice, Luková, Třebařov, Rychnov na Moravě és Sázava településekkel határos. Lakosainak száma 993 fő (2024. január 1.).

## Népesség
A település lakosságának változását az alábbi diagram mutatja:
| Lakosok száma | 949  | 877  | 844  | 655  | 694  | 869  | 991  | 1005 | 971  | 993  |
|               | 1869 | 1900 | 1921 | 1961 | 1980 | 2011 | 2016 | 2019 | 2021 | 2024 |